# Rolla, Norge
Rolla är en ö i Ibestads kommun i Troms fylke i norra Norge. Ön är den sydligaste av de två bebodda öarna i kommunen. Den är belägen öster om staden Harstad och har en yta på 106,4 kvadratkilometer. Rolla är kuperad och bergen når 1 022 meter över havet vid Stortinden i mitten av ön. I norr och öster är landskapet något lägre och mindre kuperat. Kusten är relativt lite indragen.
Kommunens centralort Hamnvik (Ibestad) finns på öns östra del.